# Endothyranopsidae
Endothyranopsidae es una familia de foraminíferos bentónicos de la superfamilia Endothyroidea, del suborden Fusulinina y del orden Fusulinida. Su rango cronoestratigráfico abarca desde el Viseense (Carbonífero inferior) hasta el Capitaniense (Pérmico medio).

## Discusión
Clasificaciones más recientes incluyen Endothyranopsidae en el suborden Endothyrina, del orden Endothyrida, de la subclase Fusulinana de la clase Fusulinata.

## Clasificación
Endothyranopsidae incluye a las siguientes subfamilias y géneros:
- Subfamilia Endothyranopsinae
  - Cribranopsis †
  - Endothyranella †
  - Endothyranopsis †
  - Latiendothyranopsis †
  - Plectogyranopsis †
  - Spinothyra †
  - Timanella †
- Subfamilia Eoendothyranopsinae
  - Eoendothyranopsis †, también considerado en la subfamilia Endothyrinae
  - Skippella †, también considerado en la subfamilia Endothyrinae
- Subfamilia Neoendothyrinae
  - Neoendothyranella †

Otro género considerado en Endothyranopsidae es:
- Zellerella †, aceptado como Eoendothyranopsis